# فرانسيس كوران
فرانسيس كوران (من مواليد 21 مايو 1961)، هي رئيسة الحزب الاشتراكي الإسكتلندي سابقاً. وكانت عضوًا في البرلمان الاسكتلندي عن منطقة غرب اسكتلندا. 